# Diane d'Andoins
Diane d'Andoins o d'Andouins (1554-febrero de 1621), también conocida como la bella Corisande, fue la amante oficial de Enrique III de Navarra (futuro Enrique IV de Francia) desde 1582 hasta 1591.

## Biografía
Una de las herederas más ricas de Béarn, fue hija de Marguerite de Cauna y de Paul, barón de Andoins, señor de Lescar, vizconde y posteriormente conde de Louvigny. Emancipada el 6 de agosto de 1567, contrajo matrimonio el 21 de noviembre de 1568 con Philibert de Gramont, senescal de Béarn, conde de Gramont y de Guiche, vizconde de Aster y de Louvigny, señor de Lescure y gobernador de Bayona, con quien tuvo dos hijos: Antoine II, duque de Gramont, y Catherine. Philibert murió en 1580 a consecuencia de una herida durante la toma de La Fère, en Picardía, quedando Diane viuda a los veintiséis años de edad.
Conocida por su belleza y su cultura, estaba particularmente familiarizada con Michel de Montaigne. Apasionada de la literatura cortesana, fue en el romance caballeresco "Amadís de Gaula" donde Diane encontró a una heroína con la que sentirse identificada y cuyo nombre adoptó: "Corisande".
Diane conoció a Enrique III de Navarra probablemente gracias a su amistad con su hermana Catalina de Borbón, pese a que Diane era católica y Catalina calvinista, tras lo cual el monarca empezó a cortejarla, siendo probablemente ésta la causa de la caída en desgracia de Françoise de Montmorency-Fosseux, quien había sido la amante del rey hasta ese momento. Diane tuvo una gran influencia sobre él entre 1582 y 1590 debido a que a diferencia de sus otras amantes ella sí tomó parte en sus asuntos políticos, permaneciendo fiel al rey toda su vida. Durante las guerras de la Liga, con el fin de ayudar a Enrique, Diane vendió sus diamantes, empeñó sus posesiones, y envió un ejército compuesto por 20.000 gascones el cual había reunido a su costa. El rey prometió por escrito casarse con ella, si bien nunca llegó a cumplir su palabra. Algunos genealogistas atribuyen a Diane un hijo, Antonin, fruto de su relación con el monarca, si bien este hecho carece de credibilidad.
Murió en febrero de 1621 en su castillo de Hagetmau.